# Stacy Roest
Stacy Roest, född 15 maj 1974 i Lethbridge i Alberta i Kanada, är en ishockeyspelare (forward) som för närvarande spelar för Rapperswil-Jona Lakers i Nationalliga A som är den högsta ligan i Schweiz. Där har han spelat sedan hösten 2003 och varit en av lagets mer tongivande spelare. Innan dess spelade Stacy Roest i NHL för Detroit Red Wings (1998–2000) och Minnesota Wild (2000–2002).Stacy Roest har även spelat i ett flertal AHL klubbar under tidigare delen av 1990-talet.